# Katharine Merry
Katharine Merry (Dunchurch, 21 settembre 1974) è un'ex velocista britannica.

## Biografia
Membro del Birchfield Harriers athletics club, Merry vinse una medaglia di bronzo nei 400 metri alle Olimpiadi di Sydney 2000. Giunse poi 6ª con la staffetta 4x400.
Nel suo palmarès figurano anche due ori agli Europei juniores 1992 a San Sebastián nei 200 metri e nella staffetta 4x100 ed un bronzo agli Europei 1998. Alle Olimpiadi di Atlanta 1996 è stata 8ª con la staffetta 4x100.